# Життя рослин
«Життя рослин» (рос. Жизнь растений) — найбільший науково-популярний довідковий посібник (енциклопедична монографія) з ботаніки часів СРСР, «подія в ботанічному світі Радянського Союзу». Містить оглядові відомості про рослини (також бактерії, гриби, лишайники і водорості), що населяють нашу планету, про їхні життєві форми, ареали розповсюдження, природне середовище, практичне застосування в господарчій діяльності людини. Виходило у радянському видавництві «Просвещение» протягом 1974—1982 років, 6 томів (7 книг, 5-й том у двох книгах). Всі томи ілюстровано оригінальними схемами, рисунками, мікрофотографіями, кольоровими таблицями на вклейках, картами ареалів. Формат томів 205×260 мм. Тверда ледеринова палітурка зеленого кольору в суперобкладинці. Папір тип № 1. Тираж склав 300 тис. примірників, обсяг видання — понад 350 обліково-видавничих аркушів. Рецензентами виступали академіки та член-кореспонденти радянської академії наук та ВАСГНІЛ.
1991 року в оновленій серії «Світ рослин» вийшло друге (перероблене) видання другого тому, присвяченого грибам. У новій серії передбачалося врахувати всі отримані пропозиції, зауваження, а також оновити інформацію з систематики. Проте інші томи через брак коштів так і не були перевидані.

## Історія
Уперше в Росії подібне однойменне видання побачило світ в Санкт-Петербурзі 1870 року. Було здійснено видання французького популяризатора науки професора Луї Фиг'є «Життя рослин» (фр. Histoire des plantes; в дослівному перекладі — «Історія рослин»), переклад французького видання 1864 року. Її видавцем була редакція журналу «Всесвітній мандрівник». У 1901—1902 роках також в Санкт-Петербурзі була опублікована двотомна праця «Життя рослин» (нім. Pflanzenleben) австрійського професора Антона Кернера фон Марілауна (1831—1898), що вийшла в серії «Уся природа» книговидавничого товариства «Просвіта» (в цій же серії вийшла і знаменита праця «Життя тварин» Альфреда Брема). Перше видання праці Кернера було здійснене німецькою мовою в Лецпцизі та Відні впродовж 1890—1891 років і витримало до того часу вже багато перевидань різними мовами світу. Російське видання вийшло під редакцією професора Івана Парфенійовича Бородіна, переклад був зроблений з другого німецького видання 1896—1898 років.
Ідея радянської праці належала радянському ботаніку вірменського походження Армену Леоновичу Тахтаджяну (1910—2009), академіку АН СРСР з 1972 року, одному з найбільших світових фахівців у галузі систематики рослин і теорії еволюції. Він добре уявляв собі гігантський обсяг майбутніх робіт, проте вважав, що здійснення проєкту цілком можливо, особливо якщо до цієї роботи залучити кращих ботаніків СРСР.
На XI Міжнародному ботанічному конгресі, що відбувся в американському місті Сіетл 1969 року, було вирішено провести наступний Конгрес в Ленінграді 1975 року. Реалізацією цього рішення було доручено займатися Тахтаджяну, 1970 року він очолив організаційний комітет конгресу, одночасно розпочавши підготовчі роботи з видання «Життя рослин». Редакційна колегія «Життя рослин» (в яку входив і Тахтаджян) була створена 1971 року, до цього ж періоду відноситься і розробка загальної концепції видання. Перший том «Життя рослин» вийшов 1974 року, за рік до початку Конгресу. Для нього Тахтаджян написав дві концептуально важливі статті — «Рослини в системі організмів» і «Флористичний поділ суші».
Головним редактором видання від першого тому до першої частини п'ятого (1980) був Олександр Федоров (1906—1982), фахівець в області морфології і систематики рослин, що займав впродовж 1962—1976 років посаду директора Ботанічного інституту імені В. Л. Комарова.

Після завершення XII Міжнародного ботанічного конгресу Армен Леонович Тахтаджян завзято став втілювати в життя свої ідеї щодо видання багатотомної монографії. Він став головним редактором видання, починаючи з другої частини 5-го тому, здійснював загальне редагування 4-го, а також впродовж 1980—1982 років був редактором трьох останніх томів (присвячених квітковим рослинам). Тахтаджян віддавав виданню дуже багато сил і часу. До роботи над виданням він залучив багатьох співробітників Ботанічного інституту (який очолював з 1976 року), при цьому вимагав від авторів, щоб для підготовки текстів були використані найсучасніші літературні джерела. Вельгорська, секретар двох останніх томів «Життя рослин», згадувала, що Тахтаджян, якщо був незадоволений якоюсь статтею, нерідко переписував її повністю, залишаючи при цьому прізвище автора. На її здивовані запитання він відповідав: 
|  | Терпіти не можу сварок… |

Для підготовки зображень використовувалися як гербарні матеріали, так і малюнки «з натури», багато з яких робилися в оранжереях Ботанічного інституту художником видавництва «Просвіти» Петром Жилічкіним.

## Редакція
Редакційна колегія
- Курсанов А. Л., академік АН СРСР
- Тахтаджян А. Л., академік АН СРСР  (головний редактор, після смерті Федорова)
- Цицин М. В., академік АН СРСР
- Горленко М. В., член-кореспондент АН СРСР
- Федоров О. О., член-кореспондент АН СРСР (головний редактор)
- Красильников М. О., член-кореспондент АН СРСР
- Жуковський П. М., академік ВАСГНІЛ
- Василевська В. К., професор, доктор біологічних наук
- Голлербах М. М., професор, доктор біологічних наук
- Грушвицький І. В., професор, кандидат біологічних наук
- Прокоф'єв О. А., професор, доктор біологічних наук
- Уранов О. О., професор, доктор біологічних наук
- Яценко-Хмелевський А. О.[d], професор, доктор біологічних наук
- Жилін С. Г., доцент, кандидат біологічних наук

Редактори томів
- Том 1 — Микола Красильников і Олексій Уранов
- Том 2 — Михайло Горленко
- Том 3 — Максиміліан Голлербах
- Том 4 — Ігор Грушвицький та Сергій Жилін
- Томи 5, 6 — Армен Тахтаджян

## Значення
Видання відіграло важливу роль з точки зору узагальнення ботанічної інформації з урахуванням новітніх даних з біології та систематики рослин. Важливість його також полягала в тому, що рослинний світ нашої планети був показаний цілісним, як єдиний природний комплекс, який підпорядковується об'єктивним законам і не зв'язаний державними кордонами або ідеологією.
Як писала радянська газета «Известия» 1983 року:
|  | Це унікальне видання, що зветься «Життя рослин», — предмет законної гордості вчених однієї з найстаріших наукових установ країни — Ботанічного інституту імені В. Л. Комарова АН СРСР. |

|  | […] Це багатотомне довідкове видання слугує настольною книгою для більшості сучасних ботаників. […] Колектив авторів, підібраний ним [А. Л. Тахтаджяном], а також видавництво «Просвещение» прекрасно впоралися з виданням книг, прекрасно написаних та проілюстрованих кращими художниками видавництва. […] Та атмосфера дружелюбності і взаємодопомоги, яку так уміло створював Армен Леонович, була вирішальною в успішному здійсненні видання. |

## Бібліографічні посилання
- (рос.) Жизнь растений : в 6 т / гл. ред. А. А. Фёдоров. — М. : Просвещение, 1974. — Т. 1 : Введение. Бактерии и актиномицеты / под ред. Н. А. Красильникова и А. А. Уранова. — 487 с. — 300 тис. прим. — Перший том складається з двох великих частин, загального вступу і мікробіологічної частини. У вступній частині в популярній формі висвітлюється загальне питання життя і будови царства рослин. У мікробіологічній частини розповідається про різноманітність світу бактерій і актиноміцетів — найбільш просто організованих організмів у світі рослин[6].
- (рос.) Жизнь растений : в 6 т / гл. ред. А. А. Фёдоров. — М. : Просвещение, 1976. — Т. 2 : Грибы / под ред. М. В. Горленко. — 479 с. — 300 тис. прим. — Другий том описує спосіб життя грибів і близької до них групи організмів — слизовики (міксоміцетів). У популярній формі висвітлені загальні відомості про будову грибів, способи їх розмноження, типи спороношення і плодових тіл, способи харчування[7].
- (рос.) Жизнь растений : в 6 т / гл. ред. А. А. Фёдоров. — М. : Просвещение, 1977. — Т. 3 : Водоросли. Лишайники / под ред. М. М. Голлербаха. — 487 с. — 300 тис. прим. — Третій том поєднує в собі якнайширші відомості про найдавнішу форму рослин, водорості, та найпоширеніший симбіоз останніх з грибами — лишайники[8].
- (рос.) Жизнь растений : в 6 т / гл. ред. А. А. Фёдоров. — М. : Просвещение, 1978. — Т. 4 : Мхи. Плауны. Хвощи. Папоротники. Голосеменные растения / под ред. И. В. Грушвицкого и С. Г. Жилина. — 447 с. — 300 тис. прим. — Четвертий том розпочинає розповідь про вищі рослини. Від примітивних, що не утворюють квітки і плоди. Розповідається про перші наземні рослини, що вже вимерли — риніофіти. Описані різноманітні мохи, плауни, хвощі, папороті, що розселяються за допомогою мікроскопічних спор, і голонасінні рослини, розмноження яких здійснюється насінням[9].
- (рос.) Жизнь растений : в 6 т / гл. ред. А. Л. Тахтаджян. — М. : Просвещение, 1980. — Т. 5. Ч. 1 : Цветковые растения / под ред. А. Л. Тахтаджяна. — 430 с. — 300 тис. прим. — П'ятий том складається з двох розділів — загальної характеристики відділу квіткових (покритонасінних) рослин і спеціальної частини. У першому розділі в популярній формі висвітлено загальні питання життя і будови квіткових рослин, у другому — розказано про велику групу рослин, примітивні дводольні (магноліїди, кермекові та ін.)[10].
- (рос.) Жизнь растений : в 6 т / гл. ред. А. Л. Тахтаджян. — М. : Просвещение, 1981. — Т. 5. Ч. 2 : Цветковые растения / под ред. А. Л. Тахтаджяна. — 512 с. — 300 тис. прим. — Друга частина п'ятого тому продовжує опис дводольних ро і складається з двох розділів. У першому в популярній формі висвітлено загальні питання життя і будови квіткових рослин підкласу ділленіїди, у другому розказано про велику групу рослин, розиди[10].
- (рос.) Жизнь растений : в 6 т / гл. ред. А. Л. Тахтаджян. — М. : Просвещение, 1982. — Т. 6 : Цветковые растения / под ред. А. Л. Тахтаджяна. — 543 с. — 300 тис. прим. — Шостий том завершує багатотомну працю. Він присвячений квітковим рослинам, які належать до класу однодольних, це життєво важливі для людини рослини — злаки, пальми, орхідеї, лілійні, бромелієві тощо[11].

## «Світ рослин»
На початку 1990-х років видавництво «Просвіта» планувало здійснити друге (перероблене) видання цієї праці під новою назвою — «Світ рослин». Планувалося, що буде розширена частина видання, що стосується квіткових рослин, — їм повинні були бути присвячені 4 томи (замість 2 томів у 3 книгах в «Житті рослин»), з четвертого по сьомий. Матеріал по мікроорганізмам, водоростям та лишайникам, навпаки, планувалося дещо скоротити — всі ці групи повинні були бути розглянуті в першому томі (в «Житті рослин» їм були присвячені перший і третій томи). У новому виданні повинні були позначитися зміни, які відбулися в систематиці рослин, крім того, передбачалося врахувати практичні зауваження, висловлені щодо стилю деяких матеріалів (сухості мови та надмірної академічності викладу), а також недостатньої освітленості питань охорони рослинного світу.
Планувалося, що видання 7 томів буде здійснено протягом 1991—1997 років, проте через брак коштів 1991 року був випущений тільки другий том присвячений грибам.
- (рос.) Мир растений : в 7 т / Редкол. А. Л. Тахтаджян и др. — 2-е изд., перераб. — М. : Просвещение, 1991. — Т. 2 : Грибы. / под ред. М. В. Горленко. — 475 с. — 100 000 прим. — ISBN 5-09-002841-9. —У цьому томі оповідається про велику групу організмів (понад 100 тис. видів), що займає особливе положення в системі органічного світу — гриби. Це окреме царство поряд з царствами рослин і тварин. До тому включена невелика група організмів — слизовики, яку систематики почасти розглядають як самостійний відділ[13].